# Coupe d'Angleterre de football 1945-1946
Navigation
Coupe d'Angleterre 1938-1939 Coupe d'Angleterre 1946-1947
La Coupe d'Angleterre de football 1945-1946 est la 65e édition de la Coupe d'Angleterre de football. Derby County remporte sa première Coupe d'Angleterre de football au détriment de Charlton Athletic sur le score de 4-1 au cours d'une finale jouée dans l'enceinte du stade de Wembley à Londres.

## Cinquième tour
Les rencontres ont eu lieu le 9 et le 11 février 1946.
| Club                   | Aller | Total  | Retour | Club                 |
| ---------------------- | ----- | ------ | ------ | -------------------- |
| Preston North End      | 1 - 1 | 1 - 6  | 0 - 6  | Charlton Athletic    |
| Bolton Wanderers       | 1 - 0 | 2 - 1  | 1 - 1  | Middlesbrough FC     |
| Sunderland AFC         | 1 - 0 | 2 - 3  | 1 - 3  | Birmingham City      |
| Queens Park Rangers    | 1 - 3 | 1 - 3  | 0 - 0  | Brentford FC         |
| Barnsley FC            | 0 - 1 | 1 - 2  | 1 - 1  | Bradford Park Avenue |
| Brighton & Hove Albion | 1 - 4 | 1 - 10 | 0 - 6  | Derby County         |
| Chelsea FC             | 0 - 1 | 0 - 2  | 0 - 1  | Aston Villa          |
| Stoke City             | 2 - 0 | 2 - 0  | 0 - 0  | Sheffield Wednesday  |

## Sixième tour
Les rencontres ont eu lieu les samedis 2 et 9 mars, et le mercredi 6 mars.
| Club                 | Aller | Total | Retour | Club             |
| -------------------- | ----- | ----- | ------ | ---------------- |
| Aston Villa          | 3 - 4 | 4 - 5 | 1 - 1  | Derby County     |
| Bradford Park Avenue | 2 - 2 | 2 - 6 | 0 - 6  | Birmingham City  |
| Charlton Athletic    | 6 - 3 | 9 - 4 | 3 - 1  | Brentford FC     |
| Stoke City           | 0 - 2 | 0 - 2 | 0 - 0  | Bolton Wanderers |

### Matchs aller
| Samedi 2 mars 1946 | Aston Villa                           | 3 - 4   | Derby County                              |                                                                          |                                                                          |
|                    | Edwards 6e · Iverson 28e · Broome 66e | (2 - 1) | 23e 85e Doherty · 62e Carter · 88e Crooks | Villa Park, Birmingham Spectateurs : 76 500 Arbitrage : W. E. Ross-Gower | Villa Park, Birmingham Spectateurs : 76 500 Arbitrage : W. E. Ross-Gower |

| Samedi 2 mars 1946 | Bradford Park Avenue | 2 - 2   | Birmingham City     |                                                    |                                                    |
|                    | ? ? · ? ?            | (? - ?) | ? Dougall · ? Jones | Park Avenue (stade), Bradford Spectateurs : 19 732 | Park Avenue (stade), Bradford Spectateurs : 19 732 |

| Samedi 2 mars 1946 | Charlton Athletic     | 6 - 3   | Brentford FC |                     |                     |
|                    | ? · ? · ? · ? · ? · ? | (? - ?) | ? · ? · ?    | The Valley, Londres | The Valley, Londres |

| Samedi 2 mars 1946 | Stoke City | 0 - 2   | Bolton Wanderers |                                 |                                 |
|                    |            | (? - ?) | ? · ?            | Victoria Ground, Stoke-on-Trent | Victoria Ground, Stoke-on-Trent |

### Matchs retour
| Mercredi 6 mars 1946 | Derby County | 1 - 1   | Aston Villa    |                                                                          |                                                                          |
|                      | Broome ?     | (? - ?) | ? Raich Carter | Baseball Ground, Derby Spectateurs : 32 000 Arbitrage : W. E. Ross-Gower | Baseball Ground, Derby Spectateurs : 32 000 Arbitrage : W. E. Ross-Gower |

| Samedi 9 mars 1946 | Birmingham City                  | 6 - 0   | Bradford Park Avenue |                                              |                                              |
|                    | Dougall ? · Bodle ? · Mulraney ? | (? - ?) |                      | St Andrew's, Birmingham Spectateurs : 49 858 | St Andrew's, Birmingham Spectateurs : 49 858 |

| Mercredi 6 mars 1946 | Brentford FC | 1 - 3   | Charlton Athletic |                       |                       |
|                      | ? ?          | (? - ?) | ? · ? · ?         | Griffin Park, Londres | Griffin Park, Londres |

| Samedi 9 mars 1946 | Bolton Wanderers | 0 - 0   | Stoke City |                      |                      |
|                    |                  | (? - ?) |            | Burnden Park, Bolton | Burnden Park, Bolton |

## Demi-finale
| Samedi 23 mars 1946 | Derby County | 1 - 1   | Birmingham City |                                                                         |                                                                         |
|                     | Carter 4e    | (1 - 0) | 59e Mulraney    | Hillsborough, Sheffield Spectateurs : 65 013 Arbitrage : W. H. E. Evans | Hillsborough, Sheffield Spectateurs : 65 013 Arbitrage : W. H. E. Evans |

| Samedi 23 mars 1946 | Charlton Athletic | 2 - 0   | Bolton Wanderers |                        |                        |
|                     | Duffy 36e 51e     | (1 - 0) |                  | Villa Park, Birmingham | Villa Park, Birmingham |

### Match rejoué
| Mercredi 27 mars 1946 | Birmingham City | 0 - 4   | Derby County             |                                             |                                             |
|                       |                 | (? - ?) | 96e ? Doherty · ? Stamps | Maine Road, Manchester Spectateurs : 80 407 | Maine Road, Manchester Spectateurs : 80 407 |

## Finale
La rencontre a eu lieu le samedi 27 avril.
| Club         | Total      | Club              |
| ------------ | ---------- | ----------------- |
| Derby County | 4 - 1 (ap) | Charlton Athletic |

| Samedi 27 avril 1946 | Derby County                                        | 4 - 1 a. p. | Charlton Athletic |                                                                        |                                                                        |
| 15h30                | B. Turner 85e (csc) · Doherty 92e · Stamps 97e 106e | (0 - 0)     | 86e B. Turner     | Stade de Wembley, Londres Spectateurs : 98 000 Arbitrage : Eddie Smith | Stade de Wembley, Londres Spectateurs : 98 000 Arbitrage : Eddie Smith |